# アオバト
アオバト（緑鳩、学名：Treron sieboldii）は、ハト目ハト科アオバト属に分類される鳥。
和名は緑色の体表や、繁殖期の鳴き声が「アーオアオ」と聞こえることに由来するとされる。かつてはキジバトと同様に「ヤマバト」とも呼ばれていたようである。また、種小名は、テミンクがシーボルトへ献名したものである。

## 分布
中国、台湾、日本列島。
日本では本州、四国、九州で繁殖する留鳥。北海道や青森県では夏鳥（北海道では6月初旬に飛来し秋になると本州へと渡る）、南西諸島や台湾、中国では冬鳥。

## 形態
全長33cm。名前の通り全体的にオリーブ色だが、オスは頭から胸にかけてが黄色、腹はクリーム色、肩から羽が暗赤色。一方メスはそれらの箇所もオリーブ色である。虹彩は青色。

## 生態
広葉樹林や針広混交林を好み、単独～多い時は10羽程度の群れを作って行動する。植物食で、果実や種子等を食べる。
「アーオアオ」「オーアーオー」等と聞こえる独特の声で鳴く。この鳴き声にちなみ、アイヌ語ではアオバトを「ワウ」「ワオ」「ワウォウ」などと呼ぶ。
樹上に木の枝を束ねた皿型の巣を作り、6月頃に乳白色の卵を産む。一腹卵数は2卵。現在、繁殖が確認されているのは日本のみ。比較的身近な鳥でありながら、その産卵習性などが発見されたのは、第二次世界大戦後である。
森林に生息しているが夏から秋にかけて海岸に現れることもある。その理由は、植物性の餌に含まれない塩分やミネラル補給のためと考えられている。北海道の小樽市や石狩市厚田区、丹沢山地から飛来する神奈川県大磯町の海岸などでは、アオバトが連日、群れで遠路やって来て海水を飲む行動が頻繁に観察されている。この行動を行う場所はほぼ固定されている。大磯町の照ケ崎海岸の飛来地は神奈川県の天然記念物に指定されている。
海岸では、尾羽から下半身にかけてを意図的に海水に漬ける「尾浸け」という行動を行うことが知られているが、なぜそうするのかは明らかになっていない。海水を飲む際には高波に呑まれたりハヤブサに襲われたりして命を落とす個体もいるという。
なお、当然ながら海から遠い地域（栃木県など）の集団は、海水を摂取する行動はとらない。